# Ель-Аджайлат
Ель-Аджайлат (англ. al-Ajaylat, араб. العجيلات) — поселення в Сирії, що складає невеличку друзьку общину в нохії Ель-Мушаннаф, яка входить до складу однойменної мінтаки Ес-Сувейда в південній сирійській мухафазі Ес-Сувейда.